# Tenor Madness
| Recensione | Giudizio |
| ---------- | -------- |
| AllMusic   |          |

Tenor Madness è un album discografico del musicista jazz Sonny Rollins, pubblicato nell'ottobre del 1956 dalla Prestige Records.
Il disco è notevole soprattutto per la traccia che dà il titolo all'album, l'unica registrazione nella quale Rollins e John Coltrane suonino insieme di cui si conosca l'esistenza.

## Il disco
Rollins e Coltrane erano stati entrambi membri delle band di Miles Davis e Thelonious Monk in passato. Rollins era reduce dal successo dell'album Sonny Rollins Plus 4, e Coltrane stava emergendo come figura di spicco nel mondo del jazz come tenorsassofonista. Coltrane, Red Garland, Paul Chambers, e Philly Joe Jones, avevano registrato insieme a Davis allo studio casalingo di Rudy Van Gelder nel New Jersey (in sessioni che fornirono il materiale per gli album Workin' with the Miles Davis Quintet, Relaxin' with the Miles Davis Quintet, e Steamin' with the Miles Davis Quintet). Allo stesso tempo, e nello stesso studio, Rollins stava lavorando sui suoi album Sonny Rollins Plus 4 e Three Giants. Dato che era comune all'epoca che i musicisti jazz incidessero nello stesso studio e facessero insieme delle jam session, i gruppi di Rollins e Davis registrarono insieme, sebbene senza la presenza di Davis, il materiale che in seguito finì per costituire l'album Tenor Madness.
La title track è un duetto della durata di 12 minuti tra i sax di Rollins e Coltrane, e la melodia blueseggiante del pezzo è diventata, con il passare degli anni, una di quelle meglio conosciute del repertorio di Rollins. È facile distinguere il suono dei due musicisti nel brano, Coltrane ha un suono più squillante mentre Rollins suona più rilassato e melodico. Nonostante le differenze di "sound" i due sassofonisti si completano l'un l'altro, e il brano non si trasforma in una competizione fra i due.
Paul's Pal è una composizione originale di Rollins, intitolata così in onore al contrabbassista del celebre quintetto di Davis Paul Chambers (che inoltre suona sull'album). When Your Lover Has Gone è un brano del 1931 scritto da Einar Aaron Swan, qui re-interpretato in chiave blues. La ballata di Larry Clinton & Claude Debussy intitolata My Reverie è uno dei migliori esempi dello stile esecutivo lirico del Rollins anni cinquanta. The Most Beautiful Girl in the World, un pezzo tratto dal musical del 1935 Jumbo, è una composizione di Richard Rodgers & Lorenz Hart che viene trasformata da Rollins da valzer a movimentato brano jazz in 4/4.

## Tracce
LP (1956, Prestige Records, PRLP 7047)
Lato A
Musiche di Sonny Rollins, eccetto dove indicato.
1. Tenor Madness – 12:15
2. When Your Lover Has Gone – 6:12 (musica: Einar Aaron Swan)

Lato B
Musiche di Sonny Rollins, eccetto dove indicato.
1. Paul's Pal – 5:11
2. My Reverie – 6:08 (testo: Larry Clinton – musica: Claude Debussy)
3. The Most Beautiful Girl in the World – 7:35 (testo: Lorenz Hart – musica: Richard Rodgers)

- Durata brani ricavati dalla ristampa su vinile del 1984, pubblicato dalla Prestige Records (P-7047)

## Formazione
- Sonny Rollins – sassofono tenore
- John Coltrane – sassofono tenore (solo nel brano: Tenor Madness)
- Red Garland – pianoforte
- Paul Chambers – contrabbasso
- Philly Joe Jones – batteria

### Produzione
- Bob Weinstock – produzione, supervisione
- Registrazioni effettuate al Van Gelder Studio di Hackensack, New Jersey (Stati Uniti) il 24 maggio 1956
- Rudy Van Gelder – ingegnere delle registrazioni
- Ira Gitler – note retrocopertina album originale [7]